# Apogonia niponica
Apogonia niponica är en skalbaggsart som beskrevs av Lewis 1895. Apogonia niponica ingår i släktet Apogonia och familjen Melolonthidae. Inga underarter finns listade i Catalogue of Life.